# Rumiana Goczewa
Rumiana Goczewa, bułg. Румяна Христова Гочева (z domu Bojadżijewa, Бояджиева; ur. 21 lipca 1957 w Asenowgradzie) – bułgarska szachistka, mistrzyni międzynarodowa od 1982 roku.

## Kariera szachowa
Wielokrotnie startowała w finałach indywidualnych mistrzostw Bulgarii, zdobywając 7 medali: sześć złotych (1980, 1982, 1984, 1987, 1989, 1991) oraz brązowy (1979). Pomiędzy 1980 a 1990 pięciokrotnie uczestniczyła w szachowych olimpiadach, największy sukces odnosząc w 1984 w Salonikach, gdzie bułgarskie szachistki zdobyły srebrne medale.
W 1973 zwyciężyła w turnieju juniorek w Nowym Sadzie, natomiast w 1974 podzieliła III-IV m. (wspólnie z Elisabetą Polihroniade) w Płowdiwie. W 1976 zdobyła w Atenach tytuł mistrzyni krajów bałkańskich juniorek. Sukcesy w turniejach międzynarodowych w kolejnych latach: Płowdiw 1978 (I m.), Albena 1980 (I-III m.), Płowdiw 1981 (II-IV m.), Płowdiw 1982 (I-II m. wspólnie z Tatianą Lemaczko), Ateny 1988 (I m.), Dojran 1996 (II-III m.), Velden am Wörther See (2007, I m. w klasyfikacji kobiet).
Kilkukrotnie startowała w turniejach strefowych (eliminacjach mistrzostw świata w szachach), znaczące wyniki osiągając w Bydgoszczy (1981, dz. VII-VIII m.) i Wielkim Tyrnowie (1985, dz. V-VI m.).
Najwyższy ranking w karierze osiągnęła 1 lipca 1988, z wynikiem 2290 punktów dzieliła wówczas 37-38. miejsce na światowej liście FIDE, jednocześnie zajmując 2. miejsce (za Margaritą Wojską) wśród bułgarskich szachistek.